# Негрито андійський
Негри́то андійський (Lessonia oreas) — вид горобцеподібних птахів родини тиранових (Tyrannidae). Мешкає в Андах.

## Опис

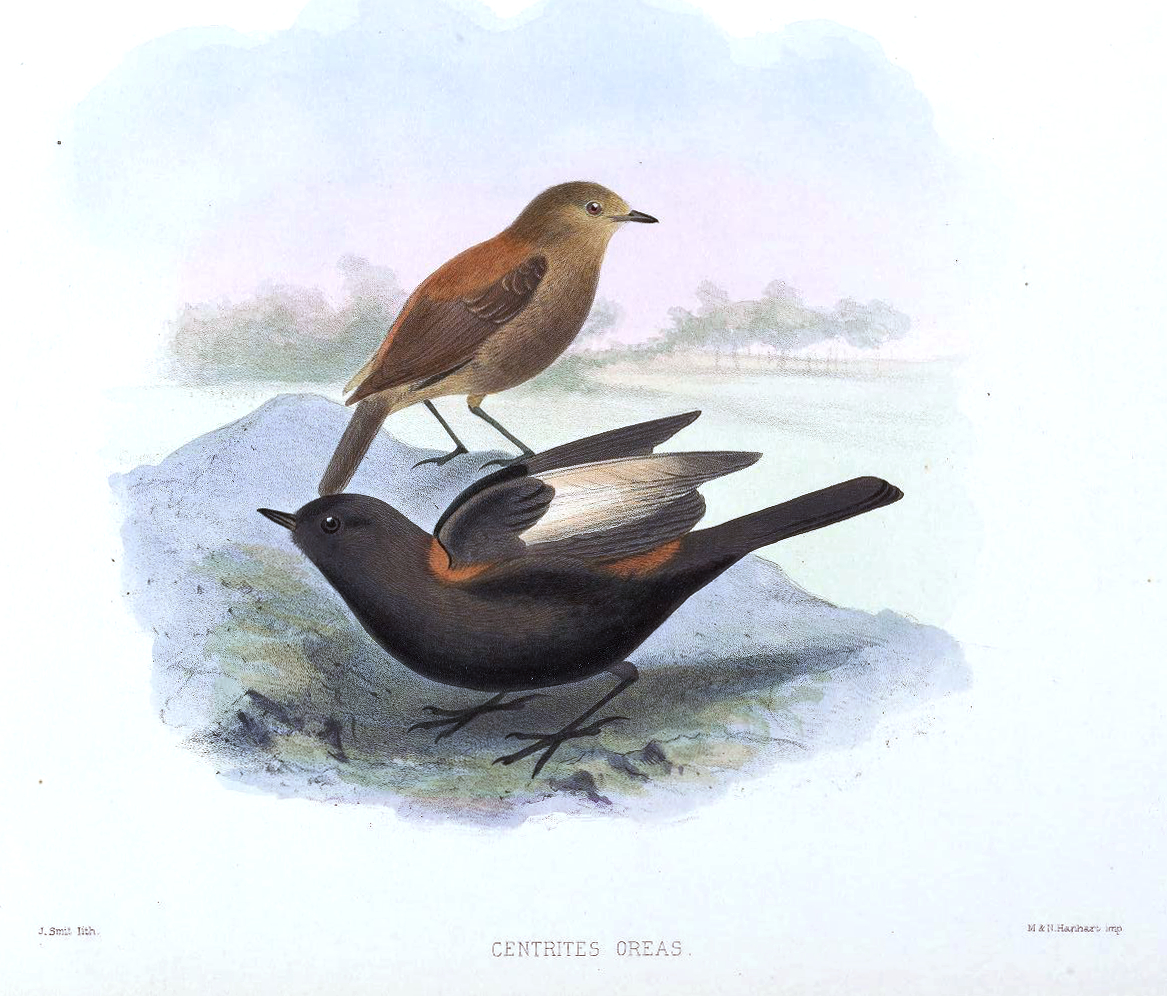
Пара андійських негрито

Довжина птаха становить 12,5 см. Виду притаманний статевий диморфізм. Самці є дещо більшими за самиць, мають переважно чорне забарвлення, спина у них руда, махові пера сріблясто-білі, помітні в польоті. У самиць верхня частина тіла переважно чорнувато-бура, спина руда, голова і нижня частина тіла чорнувато-сірі, горло білувате, груди тьмяно-рудуваті. Задні кігті дуже довгі, як у щеврика.

## Поширення і екологія
Андійські негрито мешкають в Андах, в регіоні Альтіплано, від центрального Перу (Анкаш, Уануко) до західної Болівії, півночі центрального Чилі (Кокімбо) і північно-західної Аргентини (Катамарка). Вони живуть поблизу гірських озер, струмків і боліт, на заплавних луках пуна. Не мігрують. Зустрічаються парами або невеликими сімейними зграйками, переважно на висоті від 3000 до 4000 м над рівнем моря. Живляться комахами, яких ловлять в польоті низько над землею або переслідують пішки. В Чилі сезон розмноження триває з жовтня по січень. Самці виконують демонстраційні польоти на висоті 10-15 м над землею. Гніздо чашоподібне, розміщується серед купин трави, в кладці 2-3 яйця.